# ESPN Radio
ESPN Radio é a rede de rádios esportiva da ESPN. Situada em Bristol, no estado de Connecticut, possui programação esportiva, com eventos e programas retransmitidos do canal ESPN. Possui sinal em grandes cidades estadunidenses, como Nova York e Los Angeles.

## ESPN Deportes Radio
ESPN Deportes Radio é outra rede de rádios esportiva da ESPN. Possuíndo programação semelhante à da ESPN Radio, é transmitida em língua espanhola, situada em cidades onde a maioria dos habitantes falam espanhol, além de Porto Rico e México. Foi fundada em 5 de outubro de 2005.

## ESPN Radio 107.9
ESPN Radio 107.9 foi uma emissora de rádio esportiva de Buenos Aires, capital da Argentina. Fundada em 1994, foi arrendada à ESPN em 2010. O arrendamento terminou em 2018.

## Projeto no Brasil
Em 7 de maio de 2015, a ESPN anuncia o fim das transmissões da rádio web. O projeto durou 8 anos, em parcerias com a Rádio Estadão, Rádio Capital e 102 Rádio City FM. Nos últimos 3 anos, a rádio passou a ser transmitida na internet, mas desde o começo do ano, passou a transmitir a programação esportiva na web. Parte dos funcionários ficou na TV. O motivo do fim é a decisão do canal de focar a estratégia nos aplicativos digitais. Dentre os programas que fizeram parte da projeto, estavam o Abre o Jogo, Bate-Bola, Futebol no Mundo, SportsCenter, além de podcasts sobre os eventos americanos e outras modalidades.

## Ligações Externas
- «Sítio oficial» (em inglês)
- «Sítio oficial» (em espanhol)